# Baza lotnicza Akrotiri
Baza lotnicza Akrotiri (IATA: AKT, ICAO: LCRA) – baza lotnicza brytyjskich Królewskich Sił Powietrznych, zlokalizowana w Akrotiri na Cyprze.